# Avril 1930

## Événements
- 3 avril : le négus Tafari se fait proclamer empereur d'Éthiopie sous le nom d'Hailé Sélassié Ier à la mort de l’impératrice Zaoditou.
- 6 avril : 
  - fin de la Marche du sel vers le Gujerat, organisée par le Mahatma Gandhi, en Inde. Le mouvement de désobéissance civile paralyse l’administration par les démissions massives de fonctionnaires indiens.
  - Grand Prix automobile de Monaco.
- 7 avril : création des goulags en Sibérie. 10 millions de personnes y sont incarcérées pendant les années 1930.
- 8 avril : premier vol du Bartel BM-6.
- 14 avril : premier postal aérien de nuit en Europe (Sabena).
- 29 avril : premier vol du chasseur soviétique Polikarpov I-5.
- 23 avril : une rame de métro parisien entre en collision Porte de Versailles.

## Naissances
- 1er avril : Dámaso Gómez, matador espagnol.
- 3 avril : Helmut Kohl, chancelier allemand († 16 juin 2017).
- 7 avril : Vilma Espín, révolutionnaire et femme politique cubaine († 18 juin 2007).
- 10 avril :
  - Michel Polac, journaliste français († 7 août 2012).
  - Claude Bolling, pianiste de jazz français († 29 décembre 2020).
- 15 avril : Vigdís Finnbogadóttir, femme politique, présidente de la République d'Islande de 1980 à 1996.
  - Georges Descrières, acteur français, interprète d'Arsène Lupin († 19 octobre 2013).
- 16 avril : Herbie Mann, flûtiste de jazz américain († 7 janvier 2003).
- 17 avril : 
  - Rémy Julienne, Cascadeur français († 21 janvier 2021).
  - Chris Barber, Musicien Britannique († 2 mars 2021).
- 22 avril :
  - Georges Schoeters, terroriste belge au Québec.
  - Pierre Salik, homme d'affaires belge
- 23 avril : Silvana Mangano actrice de cinéma italienne († 1989, 59 ans).
- 24 avril : Étienne Gaboury, architecte canadien.
- 29 avril : Jean Rochefort, comédien français († 9 octobre 2017).

## Décès
- 3 avril : Emma Albani, cantatrice canadienne.
- 16 avril : 
  - José Carlos Mariátegui, philosophe, journaliste et militant politique péruvien (° 14 juin 1894).
  - Mākereti Papakura, guide, artiste et ethnographe néo-zélandaise (° 20 octobre 1873).
- 20 avril : Léonce Ricau,  peintre français (° 6 novembre 1840).
- 28 avril : Willy Finch, peintre belge (° 28 novembre 1854).